# 가이난역
가이난역(일본어: 海南駅, かいなんえき)은 일본 와카야마현 가이난시에 있는, 서일본 여객철도의 철도역이다. 기세이 본선이 지나가며, 기노쿠니 선 소속 열차들을 이용할 수 있다.
가이난시의 대표역으로, 특급 《구로시오》 호 이하 모든 정기 여객열차가 필수 정차하는 역이다.

## 역 구조
이전에는 지상역이었으나, 1998년부터 섬식 2면 4선 구조의 고가 승강장으로 옮겨가 현재까지 사용하고 있다. 역사가 승강장 아래에 자리잡은 선하역이다. 초록 창구를 영업하고 있다. 와카야마역이 관리하는 서일본 여객철도 직영역이다.

### 승강장
| 1·2 | ■ 기노쿠니 선 | 와카야마 · 덴노지 · 신오사카 방면 |
| 3·4 | ■ 기노쿠니 선 | 고보 · 시라하마 · 신구 방면       |

상위 열차를 대피하는 경우가 아니면 2·3번 승강장에 정차한다.

## 역세권 정보
- 후지시로 신사
- 가이난시청
- 가이난 시립병원
- 와카야마현립 자연박물관

## 역사
- 1924년 2월 28일 - 일본국유철도의 역으로 개업하였다. 당시 역이름은 "히카타마치"였다.
- 1936년 7월 1일 - 지금의 "가이난"으로 역이름이 바뀌었다.
- 1987년 4월 1일 - 민영화에 따라 서일본 여객철도의 소속이 되었다.

## 인접역
| 서일본 여객철도 기세이 본선 | 서일본 여객철도 기세이 본선 | 서일본 여객철도 기세이 본선 |
| --------------------------- | --------------------------- | --------------------------- |
| 가모고 고보·기이타나베 방면 | ■ 기노쿠니 선·한와 선 쾌속  | 구로에 와카야마·덴노지 방면 |
| 시미즈우라 신구 방면        | ■ 기노쿠니 선 보통          | 구로에 와카야마 방면        |